# Отто Келер (підводник)
Отто Келер (нім. Otto Köhler; 17 листопада 1909, Дрезден — 6 січня 1982, Мюнхен) — німецький офіцер-підводник, корветтен-капітан крігсмаріне, капітан-цур-зее бундесмаріне.

## Біографія
В 1931 році вступив на флот. З 2 жовтня 1941 по 2 серпня 1943 року — командир підводного човна U-377, на якому здійснив 9 походів (разом 221 день в морі).

## Звання
- Морський кадет (14 жовтня 1931)
- Лейтенант-цур-зее (1 квітня 1935)
- Оберлейтенант-цур-зее (1 січня 1937)
- Капітан-лейтенант (1 жовтня 1939)
- Корветтен-капітан (1 жовтня 1943)

## Нагороди
- Медаль «За вислугу років у Вермахті» 4-го класу (4 роки)
- Залізний хрест 2-го і 1-го класу
- Нагрудний знак підводника